# Філатов Микита Андрійович
Микита Андрійович Філатов (нар. 24 червня 1992) — український футболіст, півзахисник кримського клубу «Чорноморець» (Севастополь).

## Життєпис
Розпочав займатися футболом у 7-річному віці. У дитячо-юнацькій футбольній лізі України виступав за луганську «Юність» (2006—2009).
2012 року став гравцем литовського клубу «Круоя». Дебют у чемпіонаті Литви відбувся 2 травня 2012 року у грі проти «Таурасу» (4:0), у якій відзначився голом. Після закінчення сезону півзахисник залишив клуб й почав виступати за аматорську «Лисичанськ-Шахту імені Д. Ф. Мельникова». У 2013 році у складі сєверодонецького «Хіміка» став переможцем турніру пам'яті А. І. Расторгуєва, де визнаний найкращим нападником.
З 2015 року виступав у чемпіонаті Абхазії за сухумські «Динамо» та «Нарт». У 2016 році повернувся до табору сєверодонецького «Хіміка». На початку 2017 року приєднався до «ТСК-Таврія» із Прем'єр-ліги Кримського футбольного союзу. Після цього грав за «Скіф» із Шульгінки.
Учасник ConIFA World Football Cup 2018 у складі збірної Абхазії. У сезоні 2018 року граючи за «Нарт» став чемпіоном, найкращим бомбардиром (12 голів) та найкращим легіонером чемпіонату Абхазії, а також переможцем Суперкубку Абхазії.
У сезоні 2018/19 років захищав кольори керченського «Океану», після чого приєднався до вірменського «Араґацу» із другої за силою ліги країни. Влітку 2020 Філатов був дискваліфікований Федерацією футболу Вірменії на три роки й отримав штраф за участь у договірних матчах.
З лютого 2020 року грав в окупованому Криму за «Кримтеплицю», «Гвардієць» та «Рубін» (Ялта).